# درخت سحرآمیز
درخت سحرآمیز (لهستانی: Magiczne drzewo) یک مجموعهٔ تلویزیونی لهستانی ویژه کودکان است که در سال ۲۰۰۴ منتشر شد. این سریال برندهٔ «جایزهٔ بین‌المللی امی کودکان و نوجوانان» شد.

## گزیدهٔ بازیگران
- ماریا پشک
- یانوش میخائوفسکی
- دانوتا استنکا
- ویکتور زبوروفسکی
- پاوئو بورچیک
- سباستیان کنراد
- اِوا کنستانتسیا بوئوخاک
- برونیسواف وروتسوافسکی
- کشیشتف استلماژیک
- میخاو پیلا
- توماش ساپریک
- رادوسواف کشیژوفسکی
- اِوا بوکوفسکا
- گراژینا ژیلینسکا
- داریوش بیسکوپسکی
- کشیشتف گُشتیوا
- یانوش خابیور
- آرتور یانوشاک
- تادئوش وویتیخ
- روبرت وابیخ
- کریستینا رودکوفسکا-اوله‌ویچ
- آندژی گائوا
- ووادیسواف گِژیوْنا
- آرتور جورمان